# Michel Maffesoli

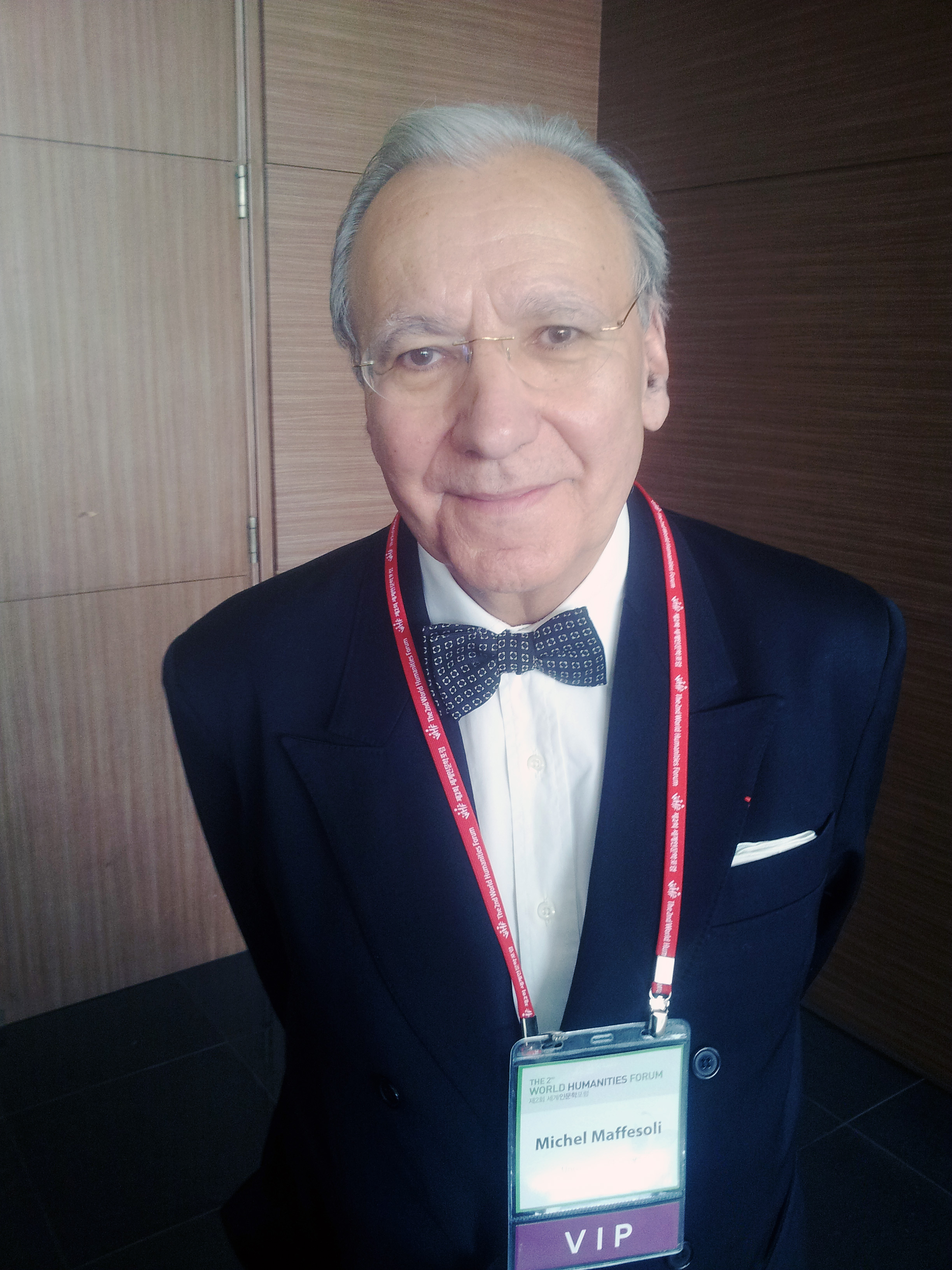
Michel Maffesoli

Michel Maffesoli (* 14. November 1944 in Graissessac, Département Hérault, Frankreich) ist Professor für Soziologie an der Pariser Universität Sorbonne und Herausgeber der Zeitschriften Sociétés und Cahiers de l‘Imaginaire sowie Leiter des Centre de recherche sur l’imaginaire, einer Institution in Paris, die sich der Erforschung des Imaginären widmet.

## Biografie
1944: Am 14. November wird Michel Maffesoli in Graissessac (Département Hérault) in Frankreich geboren. Er besucht das Gymnasium Henri IV in Béziers.
1967: Maffesoli beginnt an der Universität Straßburg mit dem Studium der mittelalterlichen Philosophie und Soziologie.
1969: Im März heiratet er Hélène Strohl, mit der er jetzt vier Töchter hat.
1971: Maffesoli absolviert bei Lucien Braun und Julien Freund seine Studienabschlussprüfung. Die Abschlussarbeit trägt den Titel Explications et modification. La technique chez Marx et Heidegger. Anschließend nimmt Maffesoli eine Assistentenstelle an der Universität Pierre Mendès-France in Grenoble an.
1973: Aus den Arbeiten in Grenoble über die Alltagskultur der einfachen Leute entsteht seine Doktorarbeit.
1978: Maffesoli schließt seine Habilitationsarbeit mit dem Titel La dynamique sociale („Die gesellschaftliche Dynamik“) im Juni ab.
1978: Im selben Jahr kehrt er wieder nach Straßburg zurück, wo er die Leitung für Konfliktforschung übernimmt. Er besetzt die Position des Maître-Assistant, was so viel wie selbstständig lehrender Oberassistent auf Lebenszeit bedeutet.
1981: Maffesoli wird auf die Pariser Université René Descartes (Paris V – Sorbonne) berufen, um den Lehrstuhl für Soziologie zu besetzen.
1982: Maffesoli gründet mit Georges Balandier das Centre d’Etudes sur l’Actuel et le Quotidien (CEAQ) an der Sorbonne. In der von Maffesoli gegründeten und herausgegebenen Zeitschrift Sociétés werden viele Arbeiten der CEAQ veröffentlicht.
1988: Er gibt die Zeitschrift Cahiers de l’Imaginaire heraus. Diese Zeitschrift gehört zum Centre de Recherche sur l’Imaginaire in Paris, das er seit Anfang der 1980er Jahre erst gemeinsam mit Gilbert Durand, später dann alleine leitet.
Ebenfalls Anfang der 1980er Jahre organisieren Michel Maffesoli und Georges Balandier die ersten großen Soziologiekongresse in Frankreich.
Maffesoli wird Vizepräsident des von René Worms im Jahre 1893 gegründeten Institut International de Sociologie.
1990: Er erhält unter anderem den Prix de l’Essai André Gautier für das Buch Au creux des apparences (bedeutet auf Deutsch in etwa: „Im Hohlraum der äußeren Erscheinungen“).
2003: Maffesoli bekommt den Orden des Chevalier der französischen Ehrenlegion und weitere Titel, wie zum Beispiel des Chevalier du mérite. Letzterer gilt als höchste Auszeichnung in Frankreich für militärische oder zivile Verdienste, die französische Gesellschaft betreffend.
2006: Im April wird Michel Maffesoli zu Ehren an der mexikanischen Universidad de las Américas Puebla ein „Lehrstuhl Michel Maffesoli“ eingerichtet.

## Historischer Kontext
Michel Maffesoli ist in einer kleinen Ortschaft in den Cevennen geboren. Seine Familie väterlicherseits ist eine Einwandererfamilie. Der Großvater stammte aus Norditalien und seine Großmutter aus Algerien. Dort lernten sich die beiden auch kennen und zogen 1910 gemeinsam nach Frankreich. Maffesolis Vater wurde in Graissessac geboren. Seine Mutter hingegen stammte aus einer alteingesessenen französischen Familie, die in derselben Region lebte.
Graissessac und seine Bewohner waren stark durch den Untertage-Kohlebergbau beeinflusst. Durch diese Einnahmequelle lebten zahlreiche Immigranten in dem Ort, v. a. aus Spanien, Italien, Polen etc. Maffesoli wuchs also in einem Geschehen auf, das von der harten Bergbauarbeit, welche auch die Beschäftigung seines Vaters darstellte, geprägt war. Zu Maffesolis stärksten Erinnerungen gehört das Heulen der Sirene, welche ein Unglück ankündigte:
“In my childhood, the sound of the bell brought every woman, dressed in black, to the coal mine to organize immediate funerals” (Maffesoli 2005a:200, zit. nach: Keller 2006:10).
Der Arbeitsalltag in Graissessac wurde regelmäßig durch kollektive Dorffeiern, bei denen die Familien das schwere Leben vergessen konnten, unterbrochen.
Maffesolis Schulkarriere ist nicht wie bei vielen Kollegen eine Aufzählung von Eliteschulen. Er besucht das Gymnasium Henri IV in Béziers in Südfrankreich. Nach einer kurzen Zeit in Lyon, wo Maffesoli Propädeutik und Literaturwissenschaften studierte, wechselte er 1967 an die Universität Straßburg. Dort begann er mittelalterliche Philosophie und Soziologie zu studieren, mitten in der bewegten Zeit des Pariser Mai 1968. In Straßburg war es die Zeit der Situationisten. Die Situationistische Internationale war eine anarchistische und aktionistische Gruppierung, die hauptsächlich aus Avantgarde-Künstlern und Intellektuellen bestand und von 1957 bis 1972 existierte. Guy Debord ist die zentrale Figur in dieser Bewegung. Die Situationistische Internationale befasste sich vor allem mit Malerei, Theorie, Geschichte und Stadtplanung, wobei sich der Fokus immer mehr in Richtung Politik drehte. Die Ideen dieser Gruppe waren kommunistisch-anarchistisch und libertär geprägt. Maffesoli hat sich in Gruppen aufgehalten, die dieses Gedankengut auch lebten, und teilte großteils die Ideen von Debord, außer dessen in der Gesellschaft des Spektakels geäußerte Entfremdungskritik. Außerdem beschäftigt sich Maffesoli in Heidelberg, wo er sich während seiner Studienzeit in Straßburg oft aufhält, mit dem deutschen Rätekommunismus.
Als Maffesoli 1971 die Assistentenstelle am Institut für Stadtforschung an der Université Pierre Mendes Frances in Grenoble annahm, arbeitete er hauptsächlich am Thema Alltagskultur der einfachen Leute. Die Sozialistische Partei Frankreichs, die die Stadtpolitik in Grenoble zu dieser Zeit bestimmte, stand für eine Veränderung der gegenwärtigen Situation ein. Diese stellte eine Entwicklung hin zum „Totalitarismus der planenden und kalkulierenden Vernunft“ (Keller 2006:14) dar. Die Sozialisten wollten dieser Haltung mit Anarchie und Situationismus begegnen. Maffesoli stimmte dieser Einstellung zu und ist bis heute ein Freund des libertären Denkens, des Anarchismus und Situationismus geblieben.

## Theoriegeschichtlicher Kontext
Zu Maffesolis bedeutendsten Lehrern während seiner Studienzeit zählen vor allem Lucien Braun, der auf dem Gebiet der Philosophie und Mystik des Mittelalters ein Fachmann ist, wie auch der Konfliktsoziologe Julien Freund.
Durch seine Lehrer lernt Maffesoli auch Max Weber und Georg Simmel kennen. An Simmels Grundverständnis von Soziologie orientiert sich Maffesoli. Auch Karl Marx hat Maffesoli beeinflusst, genauer die philosophisch-marxistischen Strömungen. Aus dieser Perspektive untersuchte Maffesoli die „Funktionsweise des Imaginären“ (Keller 2006:14), nachzulesen in Logique de la domination (Die Logik der Herrschaft, 1976).
Das Werk von Martin Heidegger hat Maffesoli nachhaltig beeinflusst, wie auch die philosophischen Ansätze von Friedrich Nietzsche: so etwa die Annahme einer beständigen „Wiederkehr des Gleichen“ oder die strikte Amoralität (vgl. Keller 2006:36). Aspekte der alten Kritischen Theorie mit Vertretern wie Henri Lefèbvre oder Herbert Marcuse sind in Maffesolis Werken ebenso wiederzufinden.
Da Maffesoli sich vor allem für theoretisch fundierte qualitative und interpretative Methoden in der Soziologie interessiert und ausspricht, befasst er sich auch eingehend mit der Lektüre von Soziologen, die eine phänomenologische und wissenschaftssoziologische Tradition verfolgten, wie u. a. Alfred Schütz, Peter Berger und Thomas Luckmann.
In Hinsicht auf den gesellschaftlichen und gemeinschaftlichen Zusammenhalt beruft sich Maffesoli auf Emile Durkheims Reflexionen. Die Position Maffesolis zum Sinnbild des Dionysos wurde vor allem durch Georges Bataille beeinflusst, auch wenn Maffesoli Bataille nicht in allen Bereichen zustimmt. Zur Bedeutung des Imaginären, das ein Schwerpunkt in Maffesolis Arbeit darstellt, schließt er vor allem in späteren Arbeiten an den Zugang von Carl Gustav Jung an. Guy Debord sollte an dieser Stelle ebenfalls genannt werden, da er ja, wie bereits erwähnt, eine zentrale Figur des Situationismus darstellte, deren Ideen Maffesoli weitgehend teilte.
In den Jahren, die Maffesoli in Grenoble verbracht hat, entstehen auch Freundschaften mit anderen „Randgängern“ der französischen Soziologie, etwa dem Medientheoretiker und Philosophen Jean Baudrillard, sowie Gilbert Durand, einem der bedeutendsten Mentoren von Maffesoli, Edgar Morin, der eine eigenständige Form systemtheoretischer und soziologischer Reflexion auf die Komplexität der Beziehungen von Gesellschaft und Natur entwickelt hat (vgl. Keller 2006:21), und Pierre Sansot, der sich vor allem mit den Phänomenen der Alltagskultur beschäftigte.
Eine präsente Figur in Maffesolis Leben ist auch der Afrika-Experte, Ethnologe und Soziologe Georges Balandier. Er ist eine der Personen, die Maffesoli zum Lehrstuhl für Soziologie an der Pariser Sorbonne verholfen haben, und neben Maffesoli Organisator der ersten großen Soziologiekongresse in Frankreich. Außerdem sind er und Maffesoli gemeinsame Gründer des „Centre d’Études sur l’Actuel et le Quotidien“ (CEAQ) an der Sorbonne.

## Werk

### Maffesolis Verständnis von Soziologie
Um die wichtigsten Thesen Maffesolis zu verstehen, ist es notwendig, etwas über seine Einstellung zur Soziologie und seine „Praktizierung“ der Soziologie zu wissen. Wie bereits erwähnt steht Maffesoli für eine qualitative, interpretative und verstehende Soziologie aus einer libertären Perspektive. Deshalb sind auch seine wichtigsten behandelten Themen und Thesen nicht auf das Logische reduzierbar und quantifizierbar. Vielmehr geht es um ein affirmatives soziologisches Erkennen – das „gewöhnliche Erkennen“ (vgl. Keller 2006:62).
„Ist das, was ich mache, etwas Wissenschaftliches? Da bin ich mir nicht sicher. Nehmen Sie es lieber als eine Art von Wachträumerei, der ich nachgehe und die ich zur Diskussion stelle.“ (Maffesoli 2004c, zit. nach: Keller 2006:62)
Die Umsetzung von Maffesolis Ideen wird bisweilen als „Phänomenologie des ‚Stils‘ und der ‚Formen‘ postmoderner Sozialität“ (Keller 2006:69) bezeichnet. Diese operiert mit verschiedenen Techniken des Sichtbarmachens, wie zum Beispiel Metaphern. „Stil“ bedeutet in diesem Sinn, zum Beispiel eine epochenspezifische Ausdrucksform, bei Maffesoli besonders die Unterscheidung zwischen „modernem“ und „postmodernem“ Stil. Seiner Meinung nach reflektiert der Stil einer wichtigen Zeitspanne das Denken und Gefühl einer Kultur. „Formen“ in diesem Sinn bezeichnen die verschiedenen Strukturbildungen innerhalb sozialer Beziehungen. (Vgl. Keller 2006:62-77)

### Macht und Gewalt
Maffesoli macht bei seinen Reflexionen über Gewalt, aber auch Macht und Herrschaft auf die „Doppelgesichtigkeit“ aufmerksam. Auf der einen Seite ist Gewalt zerstörerisch, auf der anderen Seite produktiv – die Gründungen von modernen Nationen beruhen meist auf Gewaltanwendungen.
Außerdem unterscheidet Maffesoli zwischen der „totalitären Gewalt der institutionalisierten Mächte“, wie Bürokratien oder Staaten, einer „begründenden anomischen Gewalt sozialer Kollektive“ (etwa in Revolutionen) und der „banalen, im Alltagsleben ritualisierten Gewalt“.
In Bezug auf das Politische unterscheidet Maffesoli zwei soziale Erscheinungsformen:
- puissance: nicht-organisierte bzw. -institutionalisierte Macht, vergleichbar mit Nietzsches „Wille zur Macht“.
- pouvoir: politisch institutionalisierte und legitimierte Macht (zum Beispiel: Staatsmacht)

(vgl. Keller 2006:78–93)

### Soziologie des Alltagslebens
Für Maffesoli stellt das Alltagsleben einen Ort der widerständigen und nicht politischen Sozialität, aber auch die „sich vollziehende Vergemeinschaftung“ (Maffesoli 1985b:13, zit. nach: Keller 2006:94) dar. Der Alltag ist ein „Mittel der schöpferischen Alternative und Widerstandsraum“ (vgl. Balandier 1983:12, in: Keller 2006:93).
Für die soziologische Analyse hat Maffesoli zwei Ansatzpunkte herausgearbeitet:
- Alltagsleben, als Ausdruck der existenziellen Sinnlosigkeit („Sein zum Tode“)
- Alltag durchzogen von Rituellem und Irrationalem, welche die „grundsätzliche Tragik der Existenz auffangen“ (Keller 2006:94)

### Das dionysische Paradigma
In der griechischen Götterwelt ist Dionysos ein Gott des Weines, der Fruchtbarkeit und der Ekstase. Er stellt sowohl Liebe als auch Tod dar, ist Symbol von der „Entfesselung“ von Sorgen, aber auch des Leidens und der Widersprüche.
Nach Friedrich Nietzsche, Sigmund Freud, Émile Durkheim und Georges Bataille greift auch Maffesoli die unproduktiven und dionysischen Aspekte des Alltagslebens wieder auf. Er versucht diese Situationen des „Außer-Sich-Seins“ (Keller 2006:101), des Rausches und der Ekstase empirisch nachzuweisen und im nächsten Schritt die Argumentation einer Wieder-Verbreitung des Dionysischen zu entwickeln. Damit ist eine Verbindung von neuem Hedonismus, der Ökologie-Bewegung und der „Zirkulation der Leidenschaften“ gemeint (vgl. Keller 2006:100f.). Die Logik der Vergemeinschaftung beginne, laut Maffesoli, die Logik der Vergesellschaftung abzulösen. Das „Orgiastische“ stellt in diesem Zusammenhang das Verschmelzen des Individuums mit dem Kollektiv zu einer „konfusiellen Ordnung korrespondierender Elemente“ (Keller 2006:102) dar.

### Neo-Tribalismus und postmodernes Nomadentum
Maffesoli hat die These aufgestellt, dass der Gesellschaftsvertrag durch ein konfliktreiches, zergliedertes und sich ständig neu arrangierendes Netz aus „Stammesbildungen“ abgelöst wird. Er bezeichnet diese „Abstimmung“ als „postmoderne Form des sozialen Bandes“ (Maffesoli 1993a:73, zit. nach: Keller 2006:106). Der Begriff des Stammes verdeutlicht, dass die Verbindungen nicht zweckorientiert sind, sondern aufgrund gemeinsamer Erlebnisse, Gefühle und Erfahrungen entstehen. Innerhalb des Stammes bestehen Rituale, Zwänge, soziale Normen etc., an die sich die Mitglieder des Stammes halten müssen. Kennzeichnend für den Neo-Tribalismus ist das dynamische Hin und Her zwischen der „Masse“ und den Stämmen, wobei auch gemeint ist, dass die Zugehörigkeit zu einem Stamm nur temporär ist und Stammeswechsel möglich sind.
Die Individuen agieren in dieser postmodernen Gesellschaftsform als ruhelose „Nomaden“ zwischen den Stämmen. Der „postmoderne Nomade“ ist dabei als Idealtypus zu verstehen. Er ist in den vielen sozialen Kreisen, in denen er verkehrt, sowohl zugehörig als auch außerhalb, zugleich verbunden und getrennt. Er lehnt das Streben nach Konsistenz und Eindeutigkeit ab. Vielmehr ist er ein dahintreibendes Individuum auf der Entdeckung verschiedener Möglichkeiten und Selbstverwirklichung. (Vgl. Keller 2006:106–123.)

## Rezeption und Wirkung
Dass Michel Maffesoli für seine Leistungen reichlich Anerkennung findet, lässt sich schon aus dem Kapitel „Biographie in Daten“, in dem einige Auszeichnungen aufgelistet stehen, weiter oben schließen. Auch die Auflagenzahlen seiner Bücher sprechen für ihn. Allerdings gilt er unter manchen „normalen“ französischen Soziologen durch seine „anderen“ Ansichten als Skandal.
Insgesamt hat Maffesoli wichtige Begriffe der gegenwärtigen Soziologie geprägt und zahlreiche Denkanstöße sowie Forschungsprogramme geliefert. Weltweit nutzen Soziologen seine Arbeit für ihre Forschungen. Aktuelle Beispiele wären Themen wie zum Beispiel Banden der Pariser Metro-Unterwelt, Drogenszenen etc. Im deutschen Sprachraum wurden seine Theorien vor allem von Dietmar Kamper und Christoph Wulf für das Projekt einer „Historischen Anthropologie der Leidenschaften“ genutzt. Im englischsprachigen Raum trifft man vor allem auf seine Theorien zum Neo-Tribalismus und postmodernen Nomaden. Außerdem gilt er in den Cultural Studies als bedeutender französischer Kulturtheoretiker (vgl. Keller 2006:123-126).

## Werke
- zusammen mit Clemens Albrecht, Andreas Göbel, Justin Stagl und Manfred Prisching Hrsg. der 2 × jährlich im Duncker & Humblot Verlag Berlin erscheinenden Zeitschrift Sociologia Internationalis Europäische Zeitschrift für Kulturforschung (SOCINT), ISSN 0038-0164
- 1976: Logique de la domination. Paris
- 1978: La violence fondatrice (mit Alain Pessin). Paris
- 1979: La Violence totalitaire. Paris
- 1979: Violence et transgression (mit Andre Bruston). Paris
- 1979: La Conquête du présent. Sociologie de la vie quotidienne. Paris
- 1980: La galaxie de l’imaginaire. Dérive autour de l’oeuvre de Gilbert Durand. Paris
- 1981: Le pluriel (mit Georges Balandier). In: Recherches Sociologiques, Vol. 13, Nr. 1/2. Straßburg
- 1981/1982: Les Sociologies I (mit Georges Balandier). 2 Bände. Paris/Louvain
- 1982: L’Ombre de Dionysos. Contribution à une sociologie de l’orgie. Paris
- 1984: Essais sur la violence banale et fondatrice. Paris
- 1985: Une Anthropologie des Turbulences. Hommage à Georges Balandier (mit Claude Rivière). Paris
- 1985: La Connaissance ordinaire, précis de sociologie compréhensive. Paris
- 1988: Le Temps des tribus. Le déclin de l’individualisme dans les sociétés de masse. Paris
- 1989: The Sociology of Everyday Live. In: Current Sociology. ISA. The Sociology of Everyday life, Vol. 37, Nr. 1. London
- 1990: Au Creux des apparences. Pour une éthique de l’esthétique. Paris
- 1992: La Transfiguration du politique. Paris
- 1993: La Contemplation du monde.
- 1996: Éloge de la raison sensible. Paris
- 1997: Du Nomadisme. Vagabondages initiatiques. Paris
- 1997: Le Mystère de la conjonction. St. Clément de Rivière
- 2000: L’Instant éternel. Paris
- 2003: Notes sur la postmodernité. Le lieu fait lien. Paris
- 2003: Le voyage ou la conquête des mondes.
- 2004: Le Rythme de la vie. Paris
- 2004: La Part du Diable. Champs-Flammarion
- 2007: Le Réenchantement du Monde. Paris
- 2009: Apocalypse. Paris
- 2010: Matrimonium. Paris